# 田光涛
田光涛（1921年5月—2020年7月27日），原名程骥，男，河南清丰人。中国共产党党员，中国农工民主党中央委员会原副主席、名誉副主席，是第六届全国政协委员，第七届、八届全国政协常委。

## 生平[1]
1921年5月出生。
1937年，参加工作，并加入中国共产党。
1949年，随第四野战军南下，担任冀南三地委员会副书记，长沙市委常委、组织部部长。
1952年至1966年，历任中华人民共和国交通部党组成员、人事司副司长、代司长，交通部华东区海运管理局党委副书记，上海港务局党委书记、代局长。
1966年至1984年，历任中国对外贸易运输总公司副总经理，中国五金矿产进出口总公司总经理，北京对外贸易学院院长、党委书记，国家人事局党组副书记、副局长，对外经济贸易大学校长。
1983年，任第六届全国政协委员。
1985年后，历任农工党第九届中央委员会代理秘书长、副主席，第十届、十一届中央委员会副主席，第十二届、十三届中央委员会名誉副主席。
1988年，任第七届全国政协常委。1993年，任第八届全国政协常委。
2020年7月27日，因病于北京逝世，享年99岁。